# Isotachis erythrorhiza
Isotachis erythrorhiza là một loài rêu trong họ Balantiopsaceae. Loài này được Lehm. & Lindenb. Stephani mô tả khoa học đầu tiên..